# Kveikur
Kveikur ([ˈkvɛɪ-kʏr], isl. für „Kerzendocht“) ist das siebte Studioalbum der isländischen Band Sigur Rós und wurde am 14. Juni 2013 veröffentlicht. Es ist das erste Album ohne Keyboarder Kjartan „Kjarri“ Sveinsson seit Von.

## Veröffentlichung
Am 22. März 2013 wurde das Musikvideo zu Brennisteinn auf den Musikplattformen YouTube und Vimeo veröffentlicht. Auf der offiziellen Website wurden zudem Titelliste und Albumcover veröffentlicht. Der EP Brennisteinn folgte im April 2013 die erste Single Ísjaki.

## Stil und Rezeption
Das Album wird als aggressiver als die vorigen Veröffentlichungen beschrieben. Es erfolgte eine weitgehende Abkehr vom „Dream-Pop“ früherer Alben mit gleichzeitiger Aufnahme von Shoegazing- und Post-Rock-Anleihen, was insbesondere im Titelstück Kveikur sowie im eröffnenden Brennisteinn deutlich wird.

## Titelliste
| Track | Titel        | deutsche Übersetzung | Länge |
| ----- | ------------ | -------------------- | ----- |
| 1     | Brennisteinn | Schwefel             | 7:44  |
| 2     | Hrafntinna   | Obsidian             | 6:22  |
| 3     | Ísjaki       | Eisberg              | 5:03  |
| 4     | Yfirborð     | Oberfläche           | 4:19  |
| 5     | Stormur      | Sturm                | 4:55  |
| 6     | Kveikur      | Kerzendocht          | 5:55  |
| 7     | Rafstraumur  | (elektrischer) Strom | 4:57  |
| 8     | Bláþráður    | dünner Faden         | 5:11  |
| 9     | Var          | Unterschlupf         | 3:43  |